# Americana (album de Neil Young)
Cet article concerne l'album de Neil Young. Pour l'album de The Offspring, voir Americana.
Pour les articles homonymes, voir Americana.
Albums de Neil Young
Live at the Fillmore East
(2008) Psychedelic Pill
(2012)
Americana est un album enregistré en studio par Neil Young et Crazy Horse et sorti en juin 2012.
C'est un album de reprises de chansons traditionnelles américaines.

## Titres
1. Oh! Susanna - 5:03
2. Clementine - 5:42
3. Tom Dula - 8:13
4. Gallows Pole - 4:15
5. Get a Job - 3:01
6. Travel On - 6:47
7. High Flyin' Bird - 5:30
8. Jesus' Chariot (She'll Be Coming Round the Mountain) - 5:38
9. This Land Is Your Land - 5:26
10. Wayfarin’ Stranger - 3:07
11. God Save the Queen - 4:08

## Musiciens
- Neil Young : chant, guitare
- Billy Talbot : guitare basse, chant
- Ralph Molina : batterie
- Frank Sampedro : guitare